# ماکسیم آگاپیتوف
ماکسیم آگاپیتوف (انگلیسی: Maksim Agapitov؛ زادهٔ ۱۳ مهٔ ۱۹۷۰) وزنه‌بردار سابق اهل روسیه است.
وی در مسابقات کشوری و بین‌المللی در مجموع برندهٔ ۱ مدال طلا شده‌است.